# 防予諸島
防予諸島（ぼうよしょとう）は、山口県と愛媛県の県境付近に存在する、周防大島諸島、熊毛群島、忽那諸島の総称である。山口県東部の旧国名「周防」と愛媛県の旧国名「伊予」から一文字ずつ取って「防予諸島」と呼ばれている。なお、海上で広島県との県境に接する柱島群島を含む場合もある。
- 周防国： 周防大島諸島、熊毛群島、柱島群島[注釈 3]
- 伊予国： 忽那諸島

## 主な島

### 周防大島諸島
- 屋代島（周防大島）
- 笠佐島
- 情島
- 浮島
- 沖家室島
- 大水無瀬島
- 小水無瀬島
- 前島
- 諸島（もろしま）[注釈 4]

### 平郡島
- 平郡島

### 熊毛群島
熊毛群島（くまげぐんとう）は周防灘の東、室津半島西方および西南に点在する瀬戸内海の島々の総称で、1876年（明治9年）にそれまでの大島郡から熊毛郡へ編入された。
- 八島[1]
- 長島[1]
- 佐合島[1]
- 馬島[1]
- 祝島[1]

### 忽那諸島

#### 忽那七島
- 中島
- 津和地島
- 怒和島
- 二神島
- 睦月島
- 野忽那島
- 由利島

#### その他
- 釣島
- 興居島

### 柱島群島
- 端島
- 柱島
- 黒島